# Epirhyssa mexicana
Epirhyssa mexicana är en stekelart som beskrevs av Cresson 1874. Epirhyssa mexicana ingår i släktet Epirhyssa och familjen brokparasitsteklar. Inga underarter finns listade i Catalogue of Life.